# Tào Bân
Tào Bân (chữ Hán: 曹彬, 931 – 999) là tướng lãnh nhà Bắc Tống trong lịch sử Trung Quốc.

## Quá trình thăng tiến
Bân tự Quốc Hoa, người huyện Linh Thọ, phủ Chân Định . Cha là Tào Vân, được làm đến Thành Đức quân Tiết độ Đô tri binh mã sứ. Bân mới được đầy năm, cha mẹ bày trăm món đồ chơi trên chiếu, xem ông chọn gì. Bân tay trái nắm võ khí, tay phải nắm mâm cúng, chốc lát sau cầm 1 cái ấn, những thứ khác đều không nhìn đến; mọi người đều lấy làm lạ. 
Đến khi trưởng thành, Bân có tính cách thuần hậu. Thời Hậu Hán Ẩn đế, Bân được làm Thành Đức quân nha tướng. Tiết độ sứ Vũ Hành Đức thấy Bân đoan chính thận trọng, nói với người bên cạnh rằng: “Đây là người có chí hướng cao xa, không phải loại tầm thường đâu.” Dì của Bân là Trương thị tái giá làm vợ thứ ba của Quách Uy. Quách Uy soán ngôi nhà Hậu Hán, trở thành Hậu Chu Thái Tổ (951), Trương thị được truy tặng Quý phi (Ẩn đế đã giết cả nhà họ Quách), Bân được triệu về kinh sư, ở dưới trướng con nuôi của Quách Uy là Quách Vinh (về sau là Hậu Chu Thế Tông). Bân theo Quách Vinh trấn thủ Thiền Uyên, được bổ làm Cung phụng quan, rồi cất nhắc làm Hà Trung đô giám. Hà Trung tiết độ sứ Vương Nhân Hạo cho rằng Bân là ngoại thích, đối đãi rất tôn trọng, Bân giữ lễ càng thêm cung kính. Công sở có dịp tiệc tùng tụ tập, Bân giữ thái độ đoan chính, giản dị cả ngày, chưa từng ngó nghiêng. Nhân Hạo nói với tòng sự rằng: “Lão phu tự nhận đêm ngày không nhác, đến khi thấy giám quân giữ mình nghiêm khắc, mới thấy mình tản mạn, khinh soái.” 
Năm Hiển Đức thứ 3 (956), Bân được đổi làm Đồng Quan giám quân, thăng Tây thượng các môn sứ. Năm thứ 5 (958), Bân đi sứ Ngô Việt, xong việc lập tức quay về, không nhận một chút lễ vật nào. Người Ngô Việt dùng thuyền nhẹ đuổi theo để tặng, đi lại đến lần thứ tư. Bân vốn không nhận, đến đây thì nói rằng: “Tôi cứ cự tuyệt họ, thì giống như mua danh vậy.” Bèn nhận mà ghi chép lại rồi đem về, giao hết cho triều đình. Hậu Chu Thế Tông cưỡng ép Bân nhận lại, Bân mới thu về, rồi đem tất cả chia cho thân nhân, bạn bè mà không giữ chút gì. Sau đó Bân được ra làm Tấn Châu binh mã đô giám. Ngày nọ, Bân cùng chủ tướng với khách khứa ngồi quây quần ở ngoài đồng. Gặp lúc chủ tướng láng giềng gởi thư đến, sứ giả không nhận ra Bân, ngầm hỏi người ta: “Ai là Tào giám quân?” Người ấy chỉ Bân cho sứ giả, anh ta cho rằng mình bị lừa, cười nói: “Há có quốc thích cận thần lại mặc áo thô đen, ngồi ghế gỗ trơn ư?” Sử giả hỏi kỹ rồi mới tin. Sau đó, Bân được thăng làm Dẫn tiến sứ. 

## Phục vụ Bắc Tống

### Thời Thái Tổ
Cuối đời Hậu Chu, Triệu Khuông Dẫn nắm Cấm quân, Bân giữ trung lập, không nương tựa ông ta. Nếu chẳng có việc công, Bân không hề tìm gặp Khuông Dẫn. Các buổi tiệc tùng gặp gỡ, Bân cũng ít khi tham dự, nên được Khuông Dẫn xem trọng. Năm Kiến Long thứ 2 (961), Tống Thái Tổ Triệu Khuông Dẫn triệu Bân từ Bình Dương về triều, hỏi ông rằng: “Ta từng muốn kết thân với anh, anh sao lại xa lánh ta?” Bân dập đầu lạy rằng: “Thần là thân thích nhà Chu, lại bất tài mà được nhận chức vụ trong cung, lặng lẽ cung kính làm việc, còn sợ mắc lỗi, nào dám tự đi kết giao?” Sau đó Bân được thăng làm Khách tỉnh sử, cùng Vương Toàn Bân, Quách Tiến lãnh kỵ binh tấn công huyện Bình Nhạc  của Bắc Hán, thu hàng 1800 người của bọn tướng Vương Siêu, Hầu Bá Vinh, bắt hơn ngàn người khác. Tiếp đó tướng địch Úy Tiến soái binh đến cứu viện, đôi bên giao chiến 3 trận, quân Tống đều thắng. Triều đình Tống lấy Bình Nhạc để đặt Bình Tấn quân. Năm Càn Đức đầu tiên (963), Bân được đổi làm Tả thần vũ tướng quân. Bấy giờ quân Tống mới hạ Liêu Châu, Bắc Hán mời 6 vạn kỵ binh Khiết Đan đến đánh Bình Tấn, Bân cùng bọn Lý Kế Huân đánh bại quân Khiết Đan ở dưới thành. Ít lâu sau, Bân được kiêm chức Xu mật thừa chỉ. 
Mùa đông năm thứ 2 (964), quân Tống đánh Hậu Thục, triều đình giáng chiếu lấy Lưu Quang Nghĩa  làm Quy Châu hành doanh tiền quân phó bộ thự, Bân làm Đô giám. Quân Tống hạ được tất cả quận huyện ở Hạp Trung, chư tướng đều muốn đồ thành để thỏa dục vọng, Bân một mình lệnh cho cấm chỉ bộ hạ, đi đến đâu cũng khiến nơi ấy vui vẻ khuất phục. Thái Tổ nghe được, giáng chiếu khen ngợi. Quân Tống chiếm xong 2 Xuyên, bọn Vương Toàn Bân đêm ngày ăn chơi, không quản tướng sĩ, nên bộ hạ cướp bóc không thôi, khiến người Thục khổ sở. Bân nhiều lần xin rút quân, bọn Toàn Bân không nghe. Ít lâu sau bọn Toàn Sư Hùng nổi loạn, tập hợp 10 vạn người, Bân lại cùng Lưu Quang Nghĩa phá nghĩa quân ở Tân Phồn, dập tắt cuộc nổi dậy. Bấy giờ chư tướng phần nhiều chiếm đoạt trai gái ngọc lụa, hành lý của Bân chỉ có tranh sách, khăn áo mà thôi. Khi trở về, Thái Tổ nắm hết tình hình, đem bọn Toàn Bân ra định tội, nói rằng Bân thanh (trong sạch) giới (chánh trực) liêm (liêm khiết) cẩn (cẩn thận), cho thụ chức Tuyên huy nam viện sứ, Nghĩa Thành quân Tiết độ sứ. Bân vào gặp, nói: “Tướng sĩ chinh tây đều chịu tội, một mình thần được thưởng, sợ không lấy làm sự khích lệ cho họ.” Thái Tổ nói: “Khanh có công lao, lại không khoe khoang, ví có lỗi nhỏ, bọn (Vương) Nhân Thiệm há tiếc lời ư? Trừng phạt và khích lệ là phép thường của nước, không thể từ chối.”  Thì ra Vương Nhân Thiệm là đối tượng đầu tiên bị Thái Tổ chất vấn trong các tướng chinh tây. Nhân Thiệm vạch tội mọi người nhằm giấu diếm tội trạng của mình, riêng nói: “Thanh (trong sạch) khiêm (khiêm nhường) úy (kính sợ) cẩn (cẩn thận), người không phụ trách nhiệm bệ hạ giao phó, chỉ có một mình Tào Bân vậy.” 
Năm thứ 6 (968), triều đình sai Lý Kế Huân, Đảng Tiến soái quân đánh Bắc Hán, mệnh Bân làm Tiền quân đô giám; đôi bên giao chiến ở sông Đỗng Qua, quân Tống chém hơn 2000 thủ cấp, bắt sống rất nhiều. Năm Khai Bảo thứ 2 (969), Thái Tổ chuẩn bị thân chinh Bắc Hán, lại mệnh Bân làm Tiền quân đô giám, soái quân đi trước, đến hang Đoàn Bách, thu hàng tướng địch Trần Đình Sơn. Bân lại giao chiến ở phía nam thành Thái Nguyên, áp sát cây cầu ở hào nước, đoạt hơn ngàn con ngựa. Khi Thái Tổ đến, Bân đã lập doanh trại ở 4 mặt, tự mình giữ mặt bắc. Năm thứ 6 (973), Bân được tiến làm Kiểm hiệu thái phó. 
Năm thứ 7 (974), nước Tống sắp đánh Nam Đường. Tháng 9 ÂL, Bân phụng chiếu cùng Lý Hán Quỳnh, Điền Khâm Tộ đi trước đến Kinh Nam phát động chiến hạm, Phan Mỹ soái bộ binh đi sau. Tháng 10 ÂL, có chiếu lấy Bân làm Thăng Châu tây nam lộ hành doanh mã bộ quân chiến trạo đô bộ thự, chia binh từ Kinh Nam xuôi dòng đông tiến, phá trại hạp khẩu, tiến chiếm Trì Châu, liên tiếp chiếm 2 huyện Đương Đồ, Vu Hồ, trú quân ở Thái Thạch ki. Tháng 11 ÂL, Bân làm cầu nổi, giăng ngang Trường Giang để vượt sông. Tháng 12 ÂL, Bân đại phá quan Đường ở cù lao Bạch Lộ. 
Tháng giêng ÂL năm thứ 8 (975), Bân lại phá quân Đường ở cảng Tân Lâm. Tháng 2 ÂL, quân Tống tiến đến Tần Hoài, hơn 10 vạn thủy lục quân Đường bày trận dưới thành Kim Lăng; quân Tống đại thắng, bắt và giết hàng vạn quân Đường. Khi cầu nổi hoàn thành, quân Đường đến ngăn chặn, Bân phá địch ở cù lao Bạch Lộ. Từ tháng 3 ÂL đến tháng 8 ÂL, Bân liên tiếp phá địch, tiến chiếm Nhuận Châu. Quân Tống vây chặt Kim Lăng, triều đình  Nam Đường dần cảm thấy tuyệt vọng. 
Trong quá trình bao vây, Bân nhiều lần trì hoãn tấn công, mong Nam Đường đầu hàng. Tháng 11 ÂL, Bân sai người khuyên dụ rằng: “Tình thế như vầy, đáng tiếc cho dân chúng trong thành, nếu chịu đầu hàng, là bậc thượng trong kế sách đấy.” Thành sắp hạ được, Bân xưng bệnh không coi việc, chư tướng đều đến hỏi thăm. Bân nói: “Bệnh của tôi chẳng có thuốc nào chữa khỏi, chỉ cần các anh thề rằng, vào ngày chiếm được thành, không giết bừa một người nào, thì sẽ tự khỏi.” Chư tướng nhận lời, rồi đốt nhang phát lời thề. Hôm sau, Bân khỏi bệnh. Hôm sau nữa, quân Tống chiếm được thành. Nam Đường Hậu Chủ Lý Dục cùng quan viên đến cửa quân nhận tội, Bân an ủi họ, đãi theo lễ dành cho khách, mời Hậu Chủ vào cung chuẩn bị hành trang. Bân đem theo vài kỵ binh đợi ở ngoài cung, bộ hạ ngầm hỏi: “Dục vào cung có gì bất trắc hay không?” Bân cười đáp: “Dục vốn hèn nhát không quyết đoán, đã đầu hàng, thì không thể tự sát nữa.” Vì vậy, vua tôi, quan dân Nam Đường đều được bảo toàn. Từ khi Bân xuất quân cho đến khi khải hoàn, binh sĩ sợ phục, không làm sằng bậy. Đến khi vào chầu, Bân xưng “phụng sắc đến Giang Nam làm việc rồi trở về”. 
Ban đầu, Bân được nắm quyền chỉ huy, Thái Tổ nói: “Đợi bắt được Lý Dục, sẽ lấy khanh làm Sứ tướng .” Lúc này Phó soái Phan Mỹ sắp sửa chúc mừng, Bân nói: “Không đâu, hành động lần này, dựa vào thiên uy, tuân theo chiến lược, nên mới thành công, tôi có công gì, hướng hồ Sứ tướng là cực phẩm đấy!” Mỹ hỏi: “Sao vậy?” Bân đáp: “Thái Nguyên còn chưa dẹp được.” Khi trở về, hiến tù binh, Thái Tổ nói: “Vốn thụ khanh làm Sứ tướng, nhưng Lưu Kế Nguyên chưa bắt được, hãy đợi chút nữa.” Nghe nói như vậy, Mỹ nhìn trộm Bân mà cười. Thái Tổ phát hiện, gặn hỏi vì sao, Mỹ không dám giấu, thành thật trả lời. Thái Tổ cũng cả cười, rồi ban cho Bân 20,000 tiền. Bân từ chối: “Đời người hà tất làm Sứ tướng, quan tốt cũng không cần nhiều tiền. Ít lâu sau, Bân được bái làm Xu mật sứ, Kiểm hiệu thái úy, Trung Vũ quân Tiết độ sứ. 

### Thời Thái Tông
Tống Thái Tông nối ngôi (976), gia Bân làm Đồng bình chương sự. Triều đình bàn việc đánh Bắc Hán, Thái Tông triệu Bân hỏi: “Chu Thế Tông với Thái Tổ đều thân chinh, sao không thể chiến thắng?” Bân nói: “Thời Thế Tông, Sử Ngạn Siêu thua ở Thạch Lĩnh quan, lòng người rối loạn, nên lui quân. Thái Tổ đóng quân ở nơi có cỏ ngọt, gặp mưa giữa mùa hạ, binh sĩ phần nhiều mắc bệnh, nên phải đình chỉ.” Thái Tông hỏi: “Nay ta muốn bắc chinh, khanh thấy thế nào?” Bân nói: “Đem quân đội tinh nhuệ của nước nhà, nhổ cái lũy cô độc Thái Nguyên, như bẻ khúc củi khô vậy, sao lại không thể!?” Vì vậy Thái Tông quyết định ra quân. Năm thứ 3 (978), Bân được tiến làm Kiểm hiệu thái sư, tòng chinh Bắc Hán, gia kiêm Thị Trung. 
Tháng giêng ÂL năm thứ 8 (983), Bân bị Di Đức Siêu  vu cáo, chịu bãi làm Thiên Bình quân Tiết độ sứ. Tháng 4 ÂL, việc của Đức Siêu bại lộ, Thái Tông biết Bân bị gièm, cho tiến phong Lỗ quốc công, đãi ngộ càng hậu.  
Tháng giêng năm Ung Hi thứ 3 (986), triều đình giáng chiếu cho Bân làm U Châu đạo hành doanh tiền quân mã bộ thủy lục đô bộ thự, Thôi Ngạn Tiến làm phó, cùng bọn chủ tướng Mễ Tín, Điền Trọng Tiến, Phan Mỹ bắc phạt, chia đường tiến đánh nước Liêu. Tháng 3 ÂL, Bân đánh bại quân Liêu ở phía nam Cố An, chiếm được thành ấy. Trước đó, chư tướng vào từ biệt, Thái Tông nói với Bân rằng: “Quân của Phan Mỹ, chỉ nhận lệnh đi trước đến Vân, Ứng, bọn khanh đem hơn 10 vạn người đánh tiếng lấy U Châu, hãy từ tốn chậm lại, không được tham lợi. Họ nghe đại binh chí, ắt dốc hết người cứu U Châu, không nhàn rỗi giúp Sơn Hậu nữa.” Bấy giờ các bộ tướng của Bân nghe tin các cánh quân của Phan Mỹ và Điền Trọng Tiến liên tiếp thắng lợi, cho rằng mình nắm trọng binh mà không thể lập công, tỏ ra bất mãn. Bân không thể khống chế, bèn chở theo 50 ngày lương thực đi đánh Trác Châu. Tướng Liêu là bọn Da Luật Hưu Ca đem khinh binh quấy nhiễu, quân Tống vừa đi vừa đánh, mất 4 ngày mới đến Trác Châu. Quân Tống đánh bại quân Liêu ở phía đông Trác Châu, thừa thắng tấn công cửa bắc, hôm sau thì chiếm được thành. Bân sai bộ tướng là bọn Lý Kế Tuyên đem khinh kỵ vượt sông Trác dò xét, quân Liêu kéo đến, bị Kế Tuyên đánh bại. Trời đang oi bức, quân Tống mệt mỏi, chỗ lương thảo chở theo không đến, Bân bèn bỏ thành, muốn quay về Hùng Châu để tìm cung ứng. Quân Tống rút lui, không còn hàng ngũ, trong khi bọn Hưu Ca đuổi nà. Tháng 5 ÂL, quân Liêu bắt kịp ở Kỳ Câu quan, quân Tống đại bại. Bân thu tàn quân, trong đêm vượt sông Cự Mã, lập trại ở bờ nam Dịch Thủy. Trong lúc vượt sông, người ngựa giày xéo, chết không đếm xuể. Nghe tin thất bại, Thái Tông lệnh cho chư tướng chia nhau đồn trú biên thành, triệu Bân cùng Thôi Ngạn Tiến, Mễ Tín vào triều.  
Bọn Bân đến, có chiếu chịu xét hỏi ở Thượng thư tỉnh, lệnh cho bọn Hàn Lâm học sĩ Giả Hoàng Trung hội thẩm. Bọn Bân nhận tội trái lời hoàng đế dẫn đến thua trận, Bân bị trách thụ Hữu Kiêu vệ thượng tướng quân. Năm thứ 4 (987), Bân được khởi làm Thị trung, Vũ Ninh quân Tiết độ sứ. Năm Thuần Hóa thứ 5 (994), Bân được dời làm Bình Lư quân Tiết độ sứ. 

## Hậu sự
Tống Chân Tông nối ngôi (997), Bân được khôi phục làm Kiểm hiệu thái sư, Đồng bình chương sự. Mấy tháng sau, Bân được triệu bái làm Xu mật sứ. Năm Hàm Bình thứ 2 (999), Bân bệnh, Chân Tông đến thăm, tự tay điều chế thuốc cho ông, còn ban 4 vạn lạng bạc. Đế hỏi hậu sự, Bân nói: “Thần không có chuyện gì để nói. Hai con của thần, tài năng có thể dùng, thần nếu cử người trong nhà, bọn chúng đều có thể làm tướng.” Đế hỏi họ hơn kém, Bân đáp: “Xán không bằng Vĩ.” 
Tháng 6 ÂL, Bân mất, hưởng thọ 69 tuổi. Chân Tông đến khóc viếng, gặp tể tướng nhắc đến Bân, ắt rơi nước mắt. Bân được tặng Trung thư lệnh, truy phong Tế Dương quận vương, thụy Vũ Huệ; vợ là Cao thị được tặng hàm Hàn Quốc phu nhân; thân nhân, môn khách, bộ hạ hơn 10 người được làm quan. Tháng 8 ÂL, triều đình giáng chiếu cho Bân cùng Triệu Phổ được phối thờ trong miếu của Thái Tổ,  về sau tặng Bân làm Thái sư, Thượng thư lệnh, thêm vài lần đổi vương tước: Tế Dương, Ký, Lỗ.  Nhờ cháu nội là Từ Thánh Quang Hiến hoàng hậu, Tào Vân được Tống Nhân Tông truy tặng làm Ngụy vương, Bân được đổi làm Hàn vương. 
Năm Bảo Khánh thứ 2 (1226), Bân là một trong 24 công thần được Tống Lý Tông cho vẽ tranh để treo ở gác Chiêu Huân. 
Năm Hồng Vũ thứ 21 (1388) đời Minh, Bân là một trong 37 công thần được thờ ở miếu đế vương các triều đại.  Nhà Thanh cũng xếp Bân vào nhóm 41 công thần được thờ ở miếu này. 

## Tính cách
Bân tính nhân từ, cung kính, ôn hòa và đôn hậu. Ở triều đình, Bân chưa từng nói lời trái ý hoàng đế, cũng chưa từng nhắc đến lỗi lầm của ai. Bân tham gia đánh chiếm 2 nước, không lấy một chút gì. Chức vụ của Bân kiêm thừa tướng văn, đại tướng võ, nhưng không tỏ oai thế để khác người. Giữa đường gặp sĩ đại phu, Bân ắt dắt xe để tránh đi. Bân không gọi tên quan viên dưới quyền; mỗi khi họ đến trình bày công việc, ông ắt chỉnh mũ áo rồi mới gặp. Nhận được bổng lộc, Bân cấp cho họ hàng, không để dư thừa. Sau khi trở về từ đất Thục, Thái Tổ gặp dịp hỏi quan lại tốt xấu, Bân đáp: “Ngoài việc quân ra, thần chẳng hỏi đến.” Thái Tổ gặn hỏi, Bân chỉ tiến cử Tùy quân chuyển vận sứ Thẩm Luân thanh liêm, cẩn thận có thể dùng. Thời Bân được làm Vũ Ninh quân Tiết độ sứ, có quan viên phạm tội, đã kết án, hơn năm sau mới phạt đòn, người ta hỏi tại sao, ông đáp: “Tôi nghe nói người này mới cưới vợ, nếu phạt đòn anh ta, gia đình chồng ắt cho rằng người đàn bà này mang đến điềm chẳng lành, mà sớm tối hành hạ, khiến cô ta không thể sống được. Tôi bởi thế trì hoãn việc này, nhưng pháp luật cũng chưa từng cong vẹo.” Sau khi bắc chinh thất bại, Triệu Xương Ngôn dâng biểu đề nghị xử phạt theo quân pháp. Đến khi Xương Ngôn từ Duyên Châu  quay về, bị đàn hặc, không được vào gặp Chân Tông. Bân đang giữ chức Xu mật sứ, thỉnh cầu hoàng đế, nên ông ta mới được vào chầu. 

## Hậu duệ
Bân có 7 con trai: Xán, Hu, Vĩ, Huyền, Kỷ, Tuần, Tông.
- Tào Xán, Tào Vĩ, Tào Tông có truyện riêng.

- Xán có con trai là Tào Nghi, được làm đến Diệu Châu quan sát sứ. Tông có con trai là Tào Toàn, được làm đến Gia Châu phòng ngự sứ.

- Tào Hu cưới con gái của Tần vương vương Triệu Đình Mỹ là Hưng Bình quận chúa, được làm đến Chiêu tuyên sứ.
- Tào Huyền được làm đến Tả tàng khố phó sứ.
- Tào Kỷ được làm đến Thượng thư Ngu bộ Viên ngoại lang.

- Kỷ có con gái là Từ Thánh Quang Hiến hoàng hậu, nên được truy tặng làm Ngô vương, thụy là An Hi. Kỷ còn có 2 con trai là Dật, Phó. Cố sự Tào Dật được chép ở Ngoại thích truyện; Tào Phó là anh của hoàng hậu, được làm đến Vinh Châu thứ sử, thụy là Cung Hoài.

- Tào Tuần được làm đến Đông thượng các môn sứ. [Tống sử 19]